# 五溴化鏷
五溴化鏷是無機化合物，是一種鏷鹵化物，由鏷和溴組成，具有放射性，化學式為PaBr5，是紅色晶體，其晶體結構為單斜晶系。

## 物理性質
五溴化鏷有2種單斜晶系結構，兩種的昇華溫度度同，一種過昇華在400-410° C，另一昇華在稍低的溫度390-400° C。